# Pedaliodes skythropa
Pedaliodes skythropa är en fjärilsart som beskrevs av Hayward 1963. Pedaliodes skythropa ingår i släktet Pedaliodes och familjen praktfjärilar. Inga underarter finns listade i Catalogue of Life.